# Ramsojávrre naturreservat
Ramsojávrre naturreservat är ett naturreservat i Jokkmokks kommun i Norrbottens län.
Området är naturskyddat sedan 2024 och är 39 hektar stort. Reservatet ligger nordost om Jokkmokk och består av lövblandad barrskog, våtmarker och en bäck.